# Río Chico (afluente del Adaja)
El río Chico, también conocido como río Grajal o Sequillo, es un río de España afluente del río Adaja. 
Es un río del Valle de Amblés que vuelca sus escasas aguas al Adaja poco antes de llegar a la capital abulense, pasado el puente de Santi Espíritu, junto a la actual plaza de toros.
Canalizado antes de su desembocadura en el Adaja, se encuentra casi siempre seco, pero cuando crece (cada cinco años aproximadamente) suele inundar las barriadas cercanas a su estrecho cauce.
En su subcuenca se encuentra el embalse de Becerril, en el municipio de Tornadizos de Ávila, con una capacidad de 2 hm3. El embalse está sito en la cartografía en el arroyo de la Nava, aunque el la literatura aparece que es en el río Chico, por lo que la longitud real del río depende del cauce que se considere (de 8,9 Km según la cartografía a unos 18 si consideramos que el río Chico es el del embalse).